# Охратоксины
Охратоксины — органические соединения, группа микотоксинов, производные изокумарина, продуцируемые некоторыми видами микроскопических плесневых грибов рода Аспергилл и Пеницилл. Основной продуцент охратоксинов среди грибов рода Пеницилл — Penicillium verrucosum, среди аспергиллов — Aspergillus ochraceus и некоторые другие виды аспергиллов, включая A.carbonarius и A.niger. Являются контаминантами. Источниками охратоксинов служат растительные продукты, в особенности зерновые культуры (пшеница, ячмень, кукуруза итд.). Все охратоксины проявляют сильную нефротоксичность. В крови они быстро связываются с белками. Наиболее распространённым и токсичным является охратоксин А. Охратоксины незначительно различаются между собой (имеют сходную структуру молекул). Так, например, охратоксин В в отличие от типа А не содержит атома хлора; охратоксин С — это этилохратоксин А.

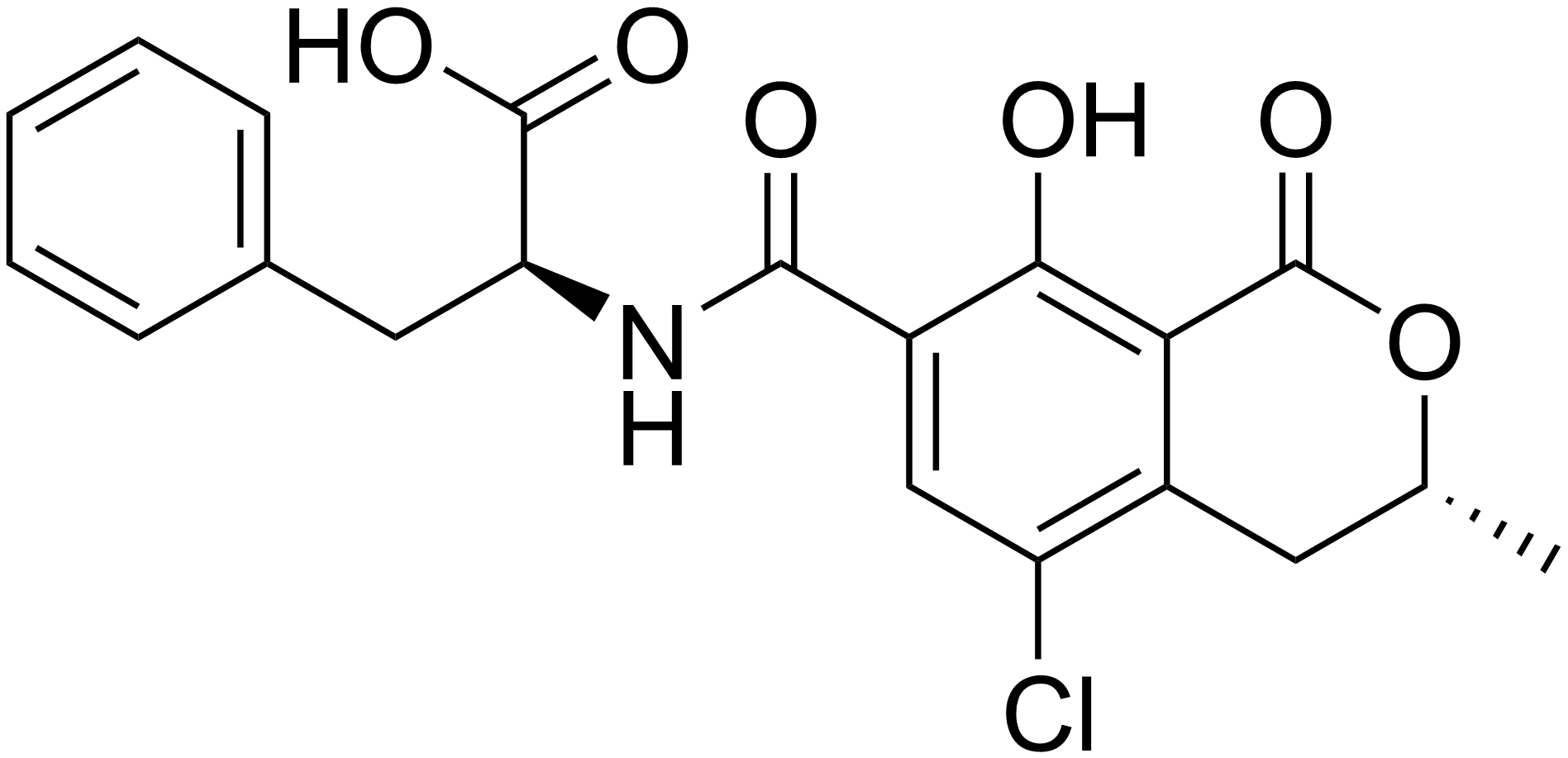
Охратоксин А
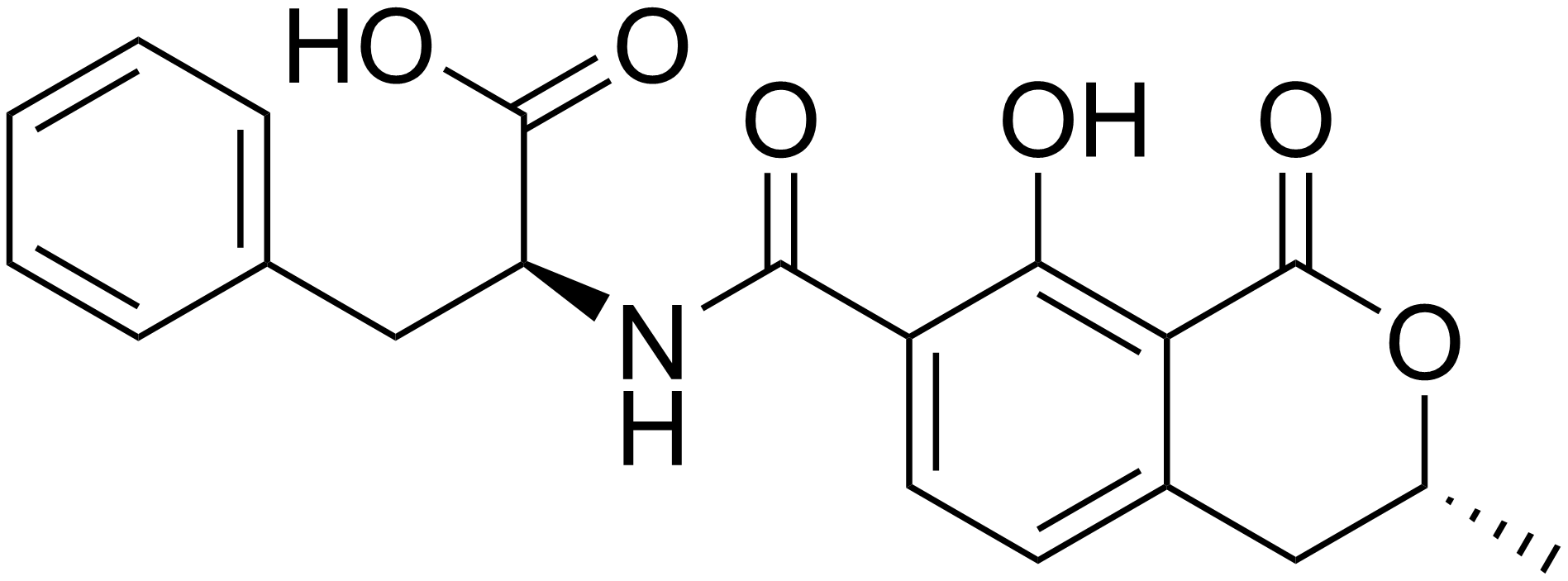
Охратоксин B
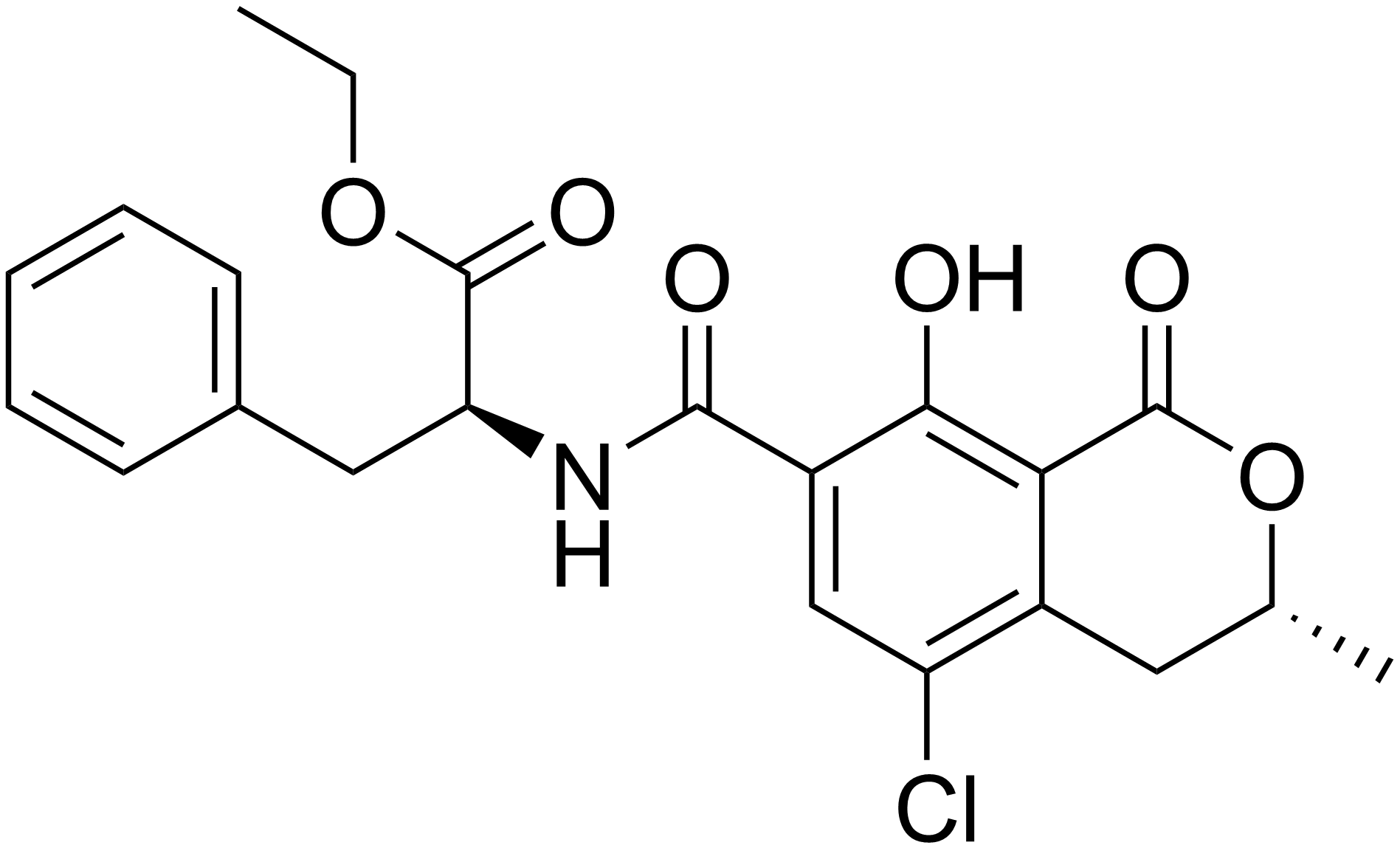
Охратоксин C
Охратоксин TA

## Физико-химические свойства
Представляют собой бесцветные кристаллические вещества, (охратоксин C —  аморфное вещество) плохо растворимые в воде и умеренно растворимые в полярных органических растворителях (метаноле, хлороформе). Все охратоксины проявляют флуоресценцию под действием коротковолнового УФ-излучения. Например, охратоксин А в УФ-свете обладает зелёной флуоресценцией, охратоксин B — голубой, охратоксин С — бледно-жёлтой.

## Токсичность
Охратоксины обладают сильной нефротоксичностью. Поражают также печень (вызывая жировую инфильтрацию) и органы ЖКТ; тератогены. Особенно токсичен охратоксин А (ЛД50 — 3,4 мг/кг, однодневные цыплята, перорально). Охратоксин В примерно в 50 раз менее токсичен охратоксина А. Охратоксин С близок по токсичности к охратоксину А.

## Клиника
Чаще бывает хронический токсикоз и проявляется очень слабо. Наблюдается жажда, полиурия, лейкоцитоз за счёт лимфоцитов, общее угнетение.